# Edificios románicos
Se distinguen muy particularmente en la arquitectura románica las siguientes clases de edificios que merecen ser analizados individualmente:

## Catedrales

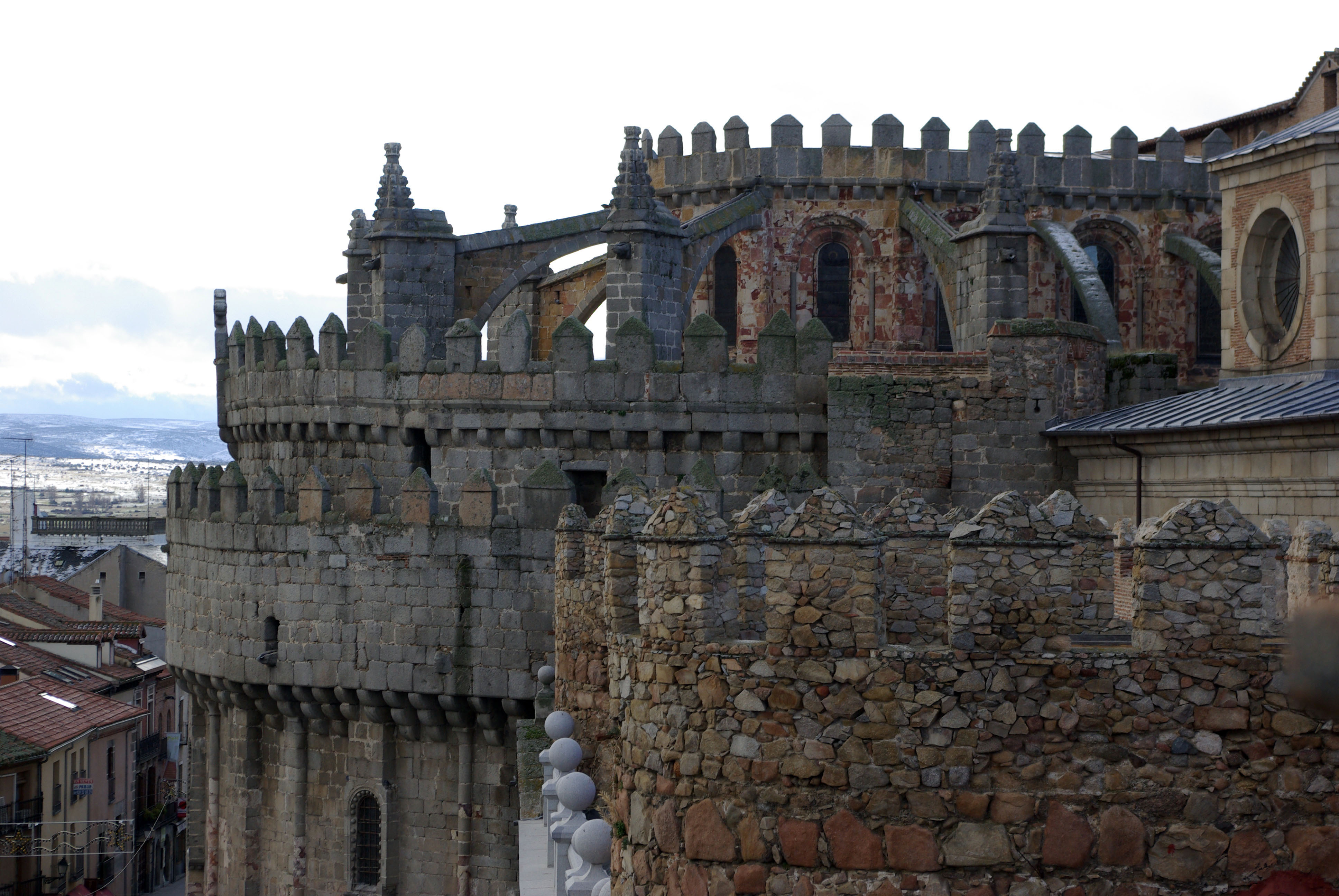
El ábside de la catedral de Ávila está integrado en la muralla.

Las catedrales no tuvieron gran importancia hasta el siglo XII, pues frecuentemente las superaba en magnificencia las iglesias monacales, pero desde dicho siglo fueron creciendo en interés social y arquitectónico. Servían para defensa de las ciudades y eran centro de reuniones citan el aspecto de fortalezas, con sus torreones almenados y sus robustos muros. De este tipo son, entre otros:
- La catedral de Zamora
- La catedral de Sigüenza
- El ábside de la Catedral del Salvador de Ávila
- El ábside en Rosellón (Francia)
- La antigua catedral de Santa Eulalia de Elna

## Iglesias menores
Las iglesias menores que no sean monacales se diferencian de éstas y de las catedrales en sus reducidas dimensiones y en tener poco desarrollado el ábside central, que en los monasterios y catedrales servía para coro de la comunidad respectiva. Entre estas iglesias menores deben contarse los baptisterios que seguían construyéndose en Italia (y apenas fuera de ella) separados de las iglesias catedrales o parroquiales y tenían planta redonda o poligonal.

## Monasterios

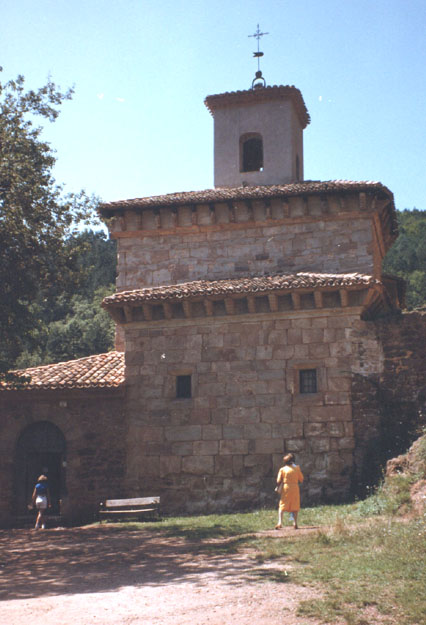
Monasterio de San Millán la Cogolla.

Los monasterios con sus iglesias abaciales revistieron capital importancia desde el siglo VI pero hasta el siglo XI no debieron llamar la atención en el terreno arquitectónico pues los monjes, más que a la arquitectura se dedicaban al cultivo de las ciencias y las letras a roturaciones de terrenos y al mejoramiento y organización del estado social. A partir de dicho siglo, las riquezas que por donaciones iban adquiriendo los monjes y el favor que gozaban de los señores feudales les proporcionaba medios para la construcción de sus iglesias y monasterios a gran escala. En éstos, se distinguen como obra de arte, además de la iglesia, la sala capitular para las reuniones y los claustros. En las iglesias monacales suele estar muy desarrollado el ábside y en las pertenecientes a grandes monasterios, también el crucero para dar cabida a los numerosos monjes que allí constituían el coro.
Sabido es de todos que los benedictinos fueron los grandes arquitectos de los siglos IX, X, XI y XII y a su difusión, actividad y pericia debe Europa incontables monumentos artísticos de todo género en el mencionado periodo. Al comienzo del siglo XI, solo la orden benedictina en sus diversas ramas llevaban fundadas más de 15.000 abadías. Y entre las muchas que gozaban de justa celebridad en toda Europa mayormente para el arte, sobresalió como centro principal en los siglos XI y XII la Abadía de Cluny (Francia) que era una reforma benedictina fundada en el año 910. Le siguió en importancia la del Cister, nueva reforma que empezó casi con el siglo XII y ambas dieron lugar a ciertas variantes de estilo. Se llamaban vulgarmente los de la primera rama benedictinos de hábito negro y los de la segunda, de hábito blanco porque así se distinguían.
En España, florecieron principalmente los siguientes monasterios:
- monasterio de Ripoll, en Cataluña, del siglo X. La iglesia fue reconstruida en el siglo XI y restaurada a finales del XIX
- monasterio de San Victorián, en Aragón . Fue fundado en el siglo VI, destruido por los árabes en el siglo VIII y reconstruido en el XI
- monasterio de San Juan de la Peña, en Aragón
- monasterios de Leyre e Irache, en Navarra
- monasterios de San Millán de la Cogolla y San Martín de Albelda en La Rioja
- monasterio de Sahagún en León
- monasterio de Celanova en Galicia, fundado por San Rosendo
- monasterio de Santo Domingo de Silos y de Oña en Burgos

Todos ellos fueron reconstruidos si no fundados en los siglos XI y XII, aunque varios eran ya célebres en épocas anteriores. Gran número de poblaciones en España, como también en otros países europeos deben su origen a los monasterios de los siglos X, XI y XII principalmente en Castilla y León, todos ellos bajo la regla de San Benito.

## Claustros

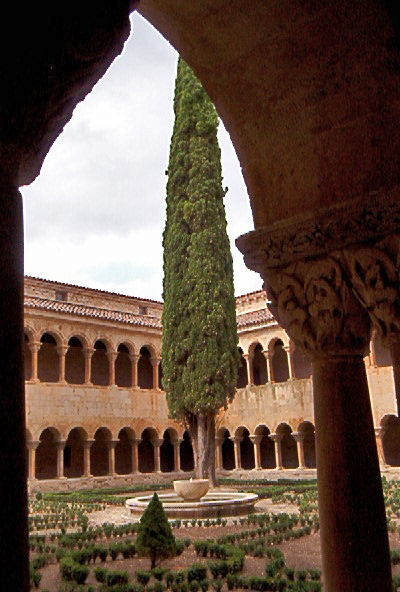
Claustro de Santo Domingo de Silos.

Los claustros fueron patios interiores con peristilo, recuerdo de los atrios de las antiguas basílicas, diferenciándose en que las columnas de las arcadas no apoyan inmediatamente sobre el suelo sino sobre un pódium corrido. Se encuentran ya desde este periodo formando parte no solo de los monasterios, sino también de las catedrales. Se conservan todavía restos de claustros del siglo XI en algunas catedrales, entre otros el de Elna (Rosellón) y el de Seo de Urgel. Muchos hay de monasterios como
- Santo Domingo de Silos
- San Benito de Bages
- San Cugat del Vallés
- San Juan de la Peña (Huesca)

Todos ellos debieron comenzar en el siglo XI. Del siglo XII son los de 
- Ripoll (Gerona)
- San Pablo del Campo (Barcelona)
- San Pedro el Viejo (Huesca)
- San Juan de Duero y Colegiata de San Pedro (Soria)
- Santillana del Mar (Cantabria)
- Escuela de la Vega (Salamanca)
- Santa María del Sar (Galicia), etc.

Simplificación de los claustros y los atrios primitivos son los pórticos prolongados que en algunas iglesias románicas, sobre todo, españolas se extienden ante una o dos alas del edificio.

## Campanarios
Los campanarios formaban parte principal de las iglesias o estaban unidos a ellas. Se construían en Italia con más independencia de las mismas. En Francia y Alemania, empezaron a erigirse torres gemelas a los lados de la fachada en iglesias importantes como ya las había indicado el plano del monasterio de San Gall. Pero lo más común en el estilo románico era situar una sola torre-campanario en un lado del crucero o sobre el mismo. Por regla general, su planta es cuadrada aunque en alguna rara ocasión la tienen redonda o poligonal, elevándose uniforme en toda su altura. Llevan en cada frente cierto número de ventanas que denuncian los caracteres de su estilo. Cada piso o cuerpo en que se divide la torre está señalado exteriormente por cornisa románica y su remate siempre piramidal cuando no tiene almenas no suele ser muy agudo. En Francia y alguna vez en Italia, se hallan ejemplares románicos de torres cuadradas o poligonales cuyos cuerpos suben disminuyendo gradualmente coronados con torrecillas o pináculos pero ya entran en la época y el espíritu del arte gótico.

## Cementerios
Los cementerios se construían junto a las iglesias ya desde siglos remotos sin que hasta el siglo XIII se diera sepultura dentro de los templos de no tratarse de santos, obispos, abades o reyes aunque estos últimos generalmente, se enterraban en criptas. Los fundadores de iglesias y monasterios y otras personas distinguidas tenían sus sepulcros en los pórticos o en la pared exterior del templo o en los claustros como lo revelan muchos edificios todavía existentes. Los sarcófagos eran poco suntuosos consistiendo en cajas de piedra más o menos decoradas con ornamentación románica e inscripciones y que raras veces ostentan la figura del difunto en relieve. También se cavaban en la peña según determinadas costumbres regionales. Con frecuencia se enterraban a los difuntos, incluso a los distinguidos, en un sepulcro de fábrica bajo tierra, cubierto con una simple lauda o losa funeraria con inscripciones. Las urnas de piedra que se advierten todavía en algunos claustros y paredes de iglesias románicas y góticas no contienen otra cosa sino los huesos y cenizas de los difuntos reconocidos que se trasladaban allí después de consumido perfectamente el cadáver con el tiempo: de aquí el nombre de urnas-osarios que reciben.

## Construcciones civiles y militares

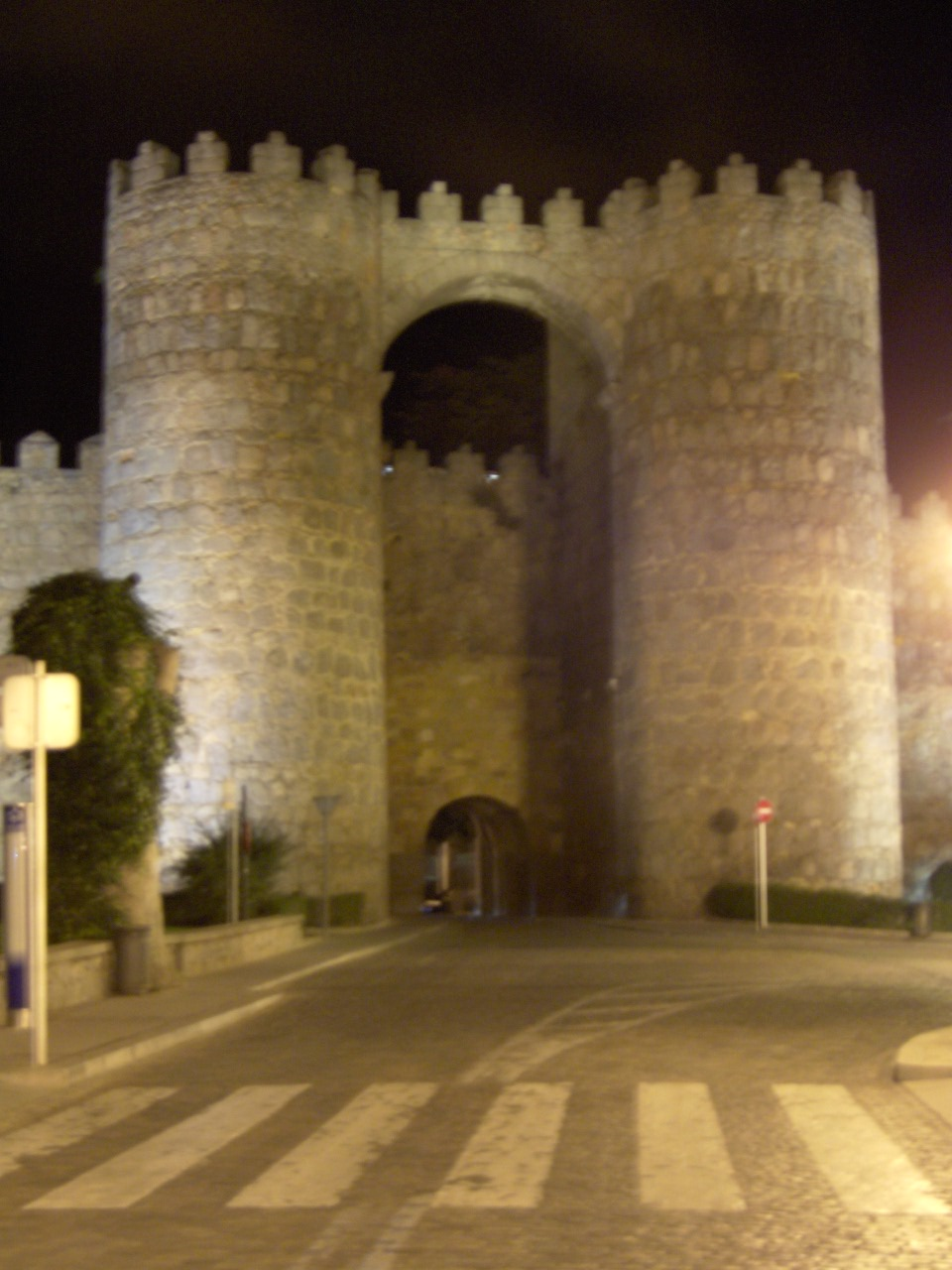
Murallas de Ávila.

Las construcciones como casas, palacios y castillos se modelaban según el estilo románico de las iglesias en el ornato, en las puertas, ventanas, etc. aunque siempre con menor aparato externo. Los palacios tenían un pórtico o patio interior a semejanza de la casa romana. Los castillos no empezaron a llevar los saledizos llamados barbacanas sino desde el siglo XII generalizándose en el siglo XIV. Pero antes había en lugar de ellos unas galerías abiertas hechas de madera, llamadas también matacanes o ladroneras como las barbacanas todo lo cual fue traído de Oriente por las Cruzadas. Los castillos señoriales ostentan a la entrada del recinto fortificado una torre ancha y robusta llamada torre del homenaje. Son célebres entre los monumentos civiles y militares de esta época:
- las murallas de Ávila
- el castillo de Loarre (Huesca)
- el castillo de Turégano (Segovia)
- el castillo de Carcassonne (Francia)
- el palacio de los duques de Granada de Ega, en Estella (Navarra)